# Осей, Рэнсфорд
Рэнсфорд Осей (фр. Ransford Osei; родился 5 декабря 1990, Кумаси, Гана) — ганский футболист, нападающий клуба «Санта-Клаус».

## Клубная карьера
Дональд родился в Кумаси, регион Ашанти, Гана. Он является воспитанником клубов: «Аделаида-Гана» и «Кессбен». Первым профессиональным клубом стал его молодёжный клуб — «Кессбен», за основной состав которого он играл 3 года, сыграл 30 матчей и забил 3 гола. В 2007 году был игроком юношеской сборной Камеруна на, сыграл семь матчей и забил шесть голов. В 2008 году Осей перешел в израильский клуб «Маккаби» (Хайфа). В клубе игрок провел три года, но сыграл только 11 матчей и забил 2 гола. Следующим клубом игрока стал южноафриканский клуб «Блумфонтейн Селтик», но сыграв четыре матча и забив один гол, вернулся на родину Гану, в «Асанте Котоко».